# Tofig Abdullayev
 (septembre 2024).
Pour les articles homonymes, voir Abdullayev.
Tofig Abdullayev ( en azéri: Tofiq Əlövsət oğlu Abdullayev; né le 1er avril 1948 à Malikchobanli, district de Chamakhi) est un ambassadeur extraordinaire et plénipotentiaire de la République d'Azerbaïdjan au Qatar (depuis 2012), personnalité politique et philologue azerbaïdjanais.

## Biographie
Il est diplômé de l'Université d'État d'Azerbaïdjan. Il est docteur en philologie.
Tofig Alovsat oghlu Abdullayev travaille comme traducteur en Algérie, en Irak et en République démocratique du Yémen, et puis, pendant près de 20 ans, il travaille à l'Institut des manuscrits de l'Académie nationale des sciences de la république d'Azerbaïdjan

## Activité au MAE
Depuis 1992, Tofig Abdullayev travaille au sein du ministère des Affaires étrangères de la République d'Azerbaïdjan. Ayang rang d'ambassadeur extraordinaire et plénipotentiaire il travaille comme conseiller auprès des ambassades de la République d'Azerbaïdjan en Arabie saoudite et en Turquie. De 2006 à 2012, il est ambassadeur extraordinaire et plénipotentiaire de la République d'Azerbaïdjan en Arabie saoudite et en même temps au Yémen, au Sultanat d'Oman, au Royaume de Bahreïn et représentant permanent de la République d'Azerbaïdjan auprès de l'Organisation de la Coopération Islamique. Depuis 2012, il est ambassadeur extraordinaire et plénipotentiaire de la République d'Azerbaïdjan auprès de l'État du Qatar,